# Renaud Granier
Renaud Granier parfois prénommé Rainaldus ou Reynald (né vers 1130 - mort en 1202) était seigneur de Sidon. Il est aussi appelé Renaud de Sagette.

## Débuts
Renaud était le fils de Géraud Granier et Agnès de Bures, et petit-fils de Eustache Granier. En 1170, il épousa Agnès de Courtenay, qui avait été déjà mariée trois fois: tout d'abord avec Renaud de Marash, qui la laissa veuve; deuxièmement à Amaury Ier de Jérusalem, Comte de Jaffa et d'Ascalon et futur roi de Jérusalem, avec lequel elle eut deux enfants, Baudouin et Sibylle, et enfin à Hugues d'Ibelin, qui venait de mourir. Son mariage avec Amaury fut annulé en 1163 quand il fut découvert que les deux époux étaient apparentés avec un degré de consanguinité prohibé. Plusieurs historiens ont affirmé que son mariage avec Renaud a également été annulé, puisque eux aussi étaient apparentées au degré prohibé pour le mariage, mais il semble que ce soit dû à une confusion dans les textes de Guillaume de Tyr; Guillaume dit que Géraud découvrit le lien de parenté entre “les deux personnes mentionnées précédemment”, mais il semble que la remarque s'adresse en fait au mariage d'Agnès et d'Amaury (voir Hamilton, The Leper King & his Heirs (Le roi lépreux et ses héritiers) pour la controverse à ce sujet).
Si, comme il semble, Renaud était toujours marié à Agnès lorsqu'Amaury mourut en 1174 et que son fils Baudouin IV, lépreux et âgé de 13 ans seulement, lui succéda, Renaud aurait donc été le beau-père du roi. Lorsqu'il fallut élire le bailli du royaume, Renaud a soutenu la candidature de Raymond III de Tripoli (cousin germain d'Amaury) contre Milon de Plancy.
Renaud était présent à la bataille de Montgisard  en 1177, mais pas à la bataille du gué de Jacob en 1179, étant arrivé trop tard avec ses troupes. Selon Guillaume de Tyr, il aurait pu sauver de nombreux rescapés de la bataille s'il avait continué sa route, mais suivant l'avis des premiers fuyards qu'il croisa, il retourna à Sidon, laissant de nombreux rescapés se faire tuer dans une série d'embuscades. Il participa à la défense du royaume quand Saladin envahit le territoire en 1183 ; là Guillaume de Tyr le cita parmi ceux qui « se distinguèrent par leurs prouesses au combat ». Sa femme était parfois présente lors des campagnes militaires, s'occupant du roi Baudoin IV, malade de la lèpre mais déterminé.

## Luttes pour le pouvoir
Durant cette période, Baudoin IV régnait seul, sans régent. Cédant aux demandes de sa sœur Sybille devenue veuve, mais aussi dans l'espoir de s'attirer l'aide du roi d'Angleterre Henry II, Baudouin la maria en 1180 à un noble Poitevin, Guy de Lusignan, vassal des Anjou, et dont le frère aîné Aimery II de Lusignan s'était déjà fait une place à la cour de Jérusalem. Comme Baudouin IV voyait sa santé décliner, il désigna Guy comme régent, cédant au parti de celui-ci mené par Agnès de Courtenay et Aimery de Lusignan, bien que Raymond de Tripoli et ses alliés y aient été très défavorables. Peu après, le roi perdit ses illusions quant aux capacités de Guy et lui retira la régence. En 1183 il fit couronner roi Baudouin V, le jeune fils de sa sœur Sibylle et de son premier mari, Guillaume de Montferrat, pour tenter d'empêcher Guy de lui succéder. Renaud était favorable à cette décision et était présent au couronnement.
Agnès mourut probablement dans la seconde moitié de 1184, et Baudouin IV expira lors du printemps de l'année suivante. Baudouin V, avec Raymond III de Tripoli comme régent, fut roi pendant moins d'un an jusqu'à sa mort en 1186. Renaud faisait partie des nobles qui tentèrent, aux côtés de Raymond III de Tripoli, d'empêcher Guy et Sybille de régner, en vain.

## La bataille de Hattin et la troisième Croisade
La dispute pour le pouvoir entre Guy et Raymond menaça la sécurité du Royaume, Guy projetant d'assiéger la ville de Tibériade, fief de Raymond qui lui-même s'allia avec Saladin. Balian d'Ibelin, un autre allié de Raymond, suggéra que Guy envoie une ambassade à Raymond, réfugié dans sa place forte de Tripoli, espérant que les deux se réconcilient avant que l'inévitable se produise (Saladin était en plein préparatifs de guerre). Renaud accompagna Balian, Gérard de Ridefort (Grand Maître des Templiers), Roger de Moulins (Grand Maître des Hospitaliers), et l'archevêque de Tyr à Tripoli. Le premier mai, Templiers et Hospitaliers furent défaits par le fils de Saladin Al-Afdhal à la Bataille de La Fontaine du Cresson ; Balian s'était retiré dans son fief de Naplouse et Renaud dans son château de Beaufort, et n'étaient donc pas présents lors du combat. Raymond eut vent de la défaite, alla au-devant des débris de l'ambassade à Tibériade, et la raccompagna à Jérusalem.
Le point d'orgue de l'invasion fut la bataille de Hattin. Ce fut une défaite totale des Croisés; Renaud put fuir l'encerclement des troupes musulmanes avec Balian et Josselin III d'Édesse, le frère de son épouse Agnès alors décédée. Sur l'autre aile de l'armée, Raymond III de Tripoli parvint également à forcer le passage. Renaud arriva à Tyr où il prit brièvement le pouvoir pour organiser la défense. Le Continuateur de Guillaume de Tyr, connu aussi sous le nom de Chronique d'Ernoul, rapporte qu'il négociait la reddition de la ville avec Saladin lorsque Conrad de Montferrat arriva : Saladin avait déjà donné à Renaud ses bannières pour qu'elles flottent sur les tours de la ville, mais Renaud avait peur que les habitants ne tiennent pas parole si Saladin n'était pas lui-même présent. Conrad jeta ces bannières dans le fossé et expulsa Renaud. Néanmoins tout ceci est discutable : les chroniqueurs arabes ne disent rien de tout ceci, et dans les faits Conrad et Renaud étaient des alliés très proches. Renaud en tout cas quitta bien Tyr pour sa forteresse de Beaufort (Sidon, son fief principal, avait été prise à la suite de la bataille de Hattin), peu après que Raymond III fut parti pour Tripoli : chaque noble avait comme priorité de défendre son propre territoire.
En 1189, Saladin mit le siège devant Beaufort. Renaud essaya de gagner du temps par la ruse et offrit de se retirer à Damas et de se convertir à l'islam. Il possédait en effet de bonnes connaissances de l'histoire musulmane et de la langue arabe qui charmèrent Saladin. Mais sa ruse fut démasquée par Saladin et il cria aux défenseurs de Beaufort, en arabe, de se rendre, en ajoutant en français, de continuer la lutte. Selon la Chronique d'Ernoul, Saladin «tortura» Renaud jusqu'à la capitulation de la place, bien qu'en réalité le château ne fut pris qu'un an après, le 22 avril 1190; en échange de la liberté de Renaud retenu prisonnier à Damas.
Renaud joua alors un rôle important dans la politique de la troisième croisade. Il apporta son soutien à l'annulation du mariage de Onfroy IV de Toron et de Isabelle Ire de Jérusalem, pour que Isabelle puisse épouser Conrad de Montferrat. Ses connaissances en arabe en firent un diplomate efficace : il négocia avec Saladin pour le compte de Conrad en 1191-92, et aida en 1192 à la négociation de la paix entre Richard Cœur de Lion et Saladin. Sidon lui fut restituée en 1197 en gage d'amitié par Saladin.

## Vie personnelle
Dans l'ouvrage Lignages d'Outremer, il est dit que Renaud était extrêmement laid mais particulièrement intelligent. Comme d'autres barons francs, il parlait l'arabe. Il était passionné de littérature arabe et était ami avec le frère de Saladin Al-Adel. Lorsqu'il négocia pour le compte de Conrad auprès d'Al Adel, Richard Cœur de Lion, qui soutenait son adversaire Guy de Lusignan, l'apprit par Onfroy de Toron et se détacha alors de Renaud. Cela, ajouté au fait qu'il avait fui à la bataille de Hattin, fit que les chroniqueurs occidentaux l'accusèrent même, ainsi que Raymond de Tripoli, à tort, de s'être converti secrètement à l'islam. Plusieurs années après la mort d'Agnès, probablement après 1190, il épousa Helvis d'Ibelin, fille de ses amis Balian et Marie Comnène. Il eut trois enfants, apparemment tous de son mariage avec Helvis, bien que certains historiens considèrent que les deux filles aient été d'Agnès : c'est possible en ce qui concerne Agnès, l'aînée, qui aurait porté ainsi le prénom de sa mère, chose courante à l'époque.
- Agnès, mariée à Raoul de Saint-Omer et de Tibériade.
- Euphémie, mariée à Eudes de Saint-Omer et de Tibériade.
- Balian Granier, marié à Ide de Reynel, et succéda à Renaud à Sidon en 1202.

## Sources
- Guillaume de Tyr, traduction américaine A History of Deeds Done Beyond the Sea. E. A. Babcock and A. C. Krey, trans. Columbia University Press, 1943.
- De Expugnatione Terrae Sanctae per Saladinum, traduit par James A. Brundage, dans The Crusades: A Documentary Survey. Marquette University Press, 1962.
- Chronique de la Troisième Croisade, traduction de Itinerarium Peregrinorum et Gesta Regis Ricardi, trduit par Helen J. Nicholson. Ashgate, 1997.
- Peter W. Edbury, The Conquest of Jerusalem and the Third Crusade: Sources in Translation. Ashgate, 1996.
- Lignages d'Outremer, Marie-Adélaïde Nielen, Académie des inscriptions et belles-lettres, 1993.
- Steven Runciman, A History of the Crusades, vol. II: The Kingdom of Jerusalem. Cambridge University Press, 1952.
- Bernard Hamilton, "Women in the Crusader States: The Queens of Jerusalem", in Medieval Women, edited by Derek Baker. Ecclesiatical History Society, 1978
- Bernard Hamilton, The Leper King and his Heirs: Baldwin IV and the Crusader Kingdom of Jerusalem. Cambridge University Press, 2000.